# Rosana (Sängerin)

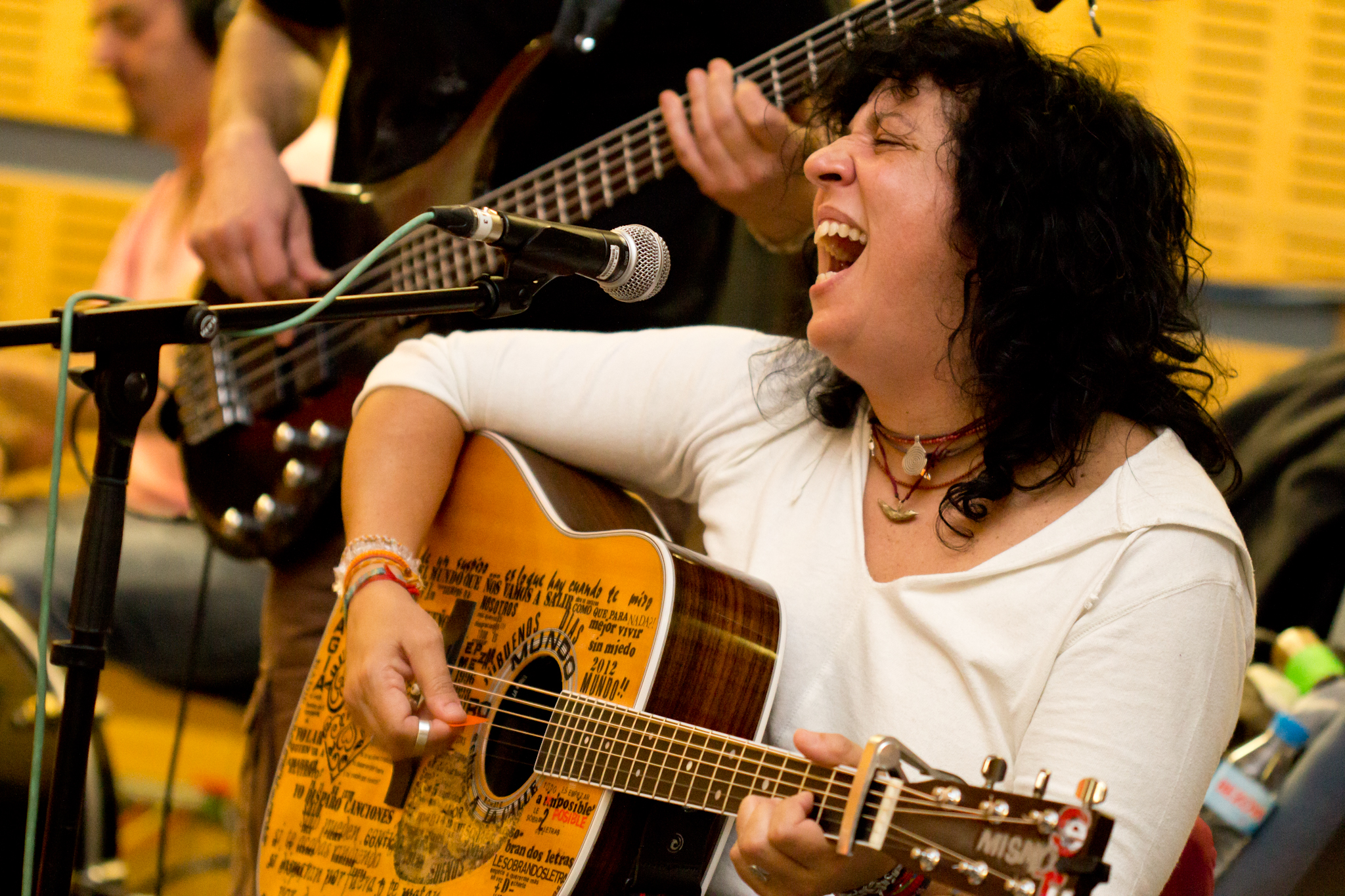
Rosana (2013)

Rosana (bürgerlich: Rosana Arbelo; * 24. Oktober 1963 auf Lanzarote) ist eine spanische Sängerin.

## Leben und Wirken
Geboren und aufgewachsen auf den Kanarischen Inseln komponierte sie ihre ersten Stücke, nachdem sie in den frühen 1980ern nach Madrid gezogen war. 1994 wurde ihr Lied Fuego y Miel zum Eröffnungslied des Benidorm-Festivals, worauf ihr auch die Möglichkeit geboten wurde, einen Plattenvertrag mit dem Label MCA abzuschließen. 1996 veröffentlichte sie ihr Debütalbum Lunas Rotas; die darauf enthaltenen Lieder Lunas Rotas und El Talisman wurden als Soundtrack für den von Quentin Tarantino produzierten Film Curdled übernommen. Im Jahr 2001 veröffentlichte sie das nach ihr selbst benannte Album Rosana. Sie ist verheiratet und hat zwei Kinder.

## Diskografie

### Alben
- 1996: Lunas rotas (ES: ×11Elffachplatin )
- 1998: Luna nueva (ES: ×5Fünffachplatin )
- 2001: Rosana (ES: ×3Dreifachplatin )
- 2004: Marca registrada (Livealbum, ES: Gold)

| Jahr | Titel                      | Höchstplatzierung, Gesamtwochen, AuszeichnungChartsChartplatzierungen (Jahr, Titel, Platzierungen, Wochen, Auszeichnungen, Anmerkungen) | Anmerkungen                             |
| Jahr | Titel                      | ES | Anmerkungen                             |
| ---- | -------------------------- | --- | --------------------------------------- |
| 2005 | Grandes éxitos             | ES98 (1 Wo.)ES |                                         |
| 2005 | Magia                      | ES3 Platin · (42 Wo.)ES | Erstveröffentlichung: 6. Juni 2005      |
| 2007 | De casa a Las Ventas       | ES20 (9 Wo.)ES |                                         |
| 2009 | A las buenas y a las malas | ES1 Gold · (31 Wo.)ES | Erstveröffentlichung: 14. April 2009    |
| 2011 | ¡¡Buenos días, mundo!!     | ES5 Gold · (30 Wo.)ES | Erstveröffentlichung: 8. November 2011  |
| 2013 | 8 lunas                    | ES6 (43 Wo.)ES | Erstveröffentlichung: 19. November 2013 |
| 2016 | En la memoria de la piel   | ES3 (59 Wo.)ES | Erstveröffentlichung: 4. November 2016  |

### Singles
| Jahr | Titel Album                              | Höchstplatzierung, Gesamtwochen, AuszeichnungChartsChartplatzierungen (Jahr, Titel, Album, Platzierungen, Wochen, Auszeichnungen, Anmerkungen) | Anmerkungen |
| Jahr | Titel Album                              | ES | Anmerkungen |
| ---- | ---------------------------------------- | --- | ----------- |
| 2001 | Pa’ ti no estoy Rosana                   | ES2 (9 Wo.)ES |             |
| 2010 | Es Navidad (Villancico) –                | ES37 (1 Wo.)ES |             |
| 2011 | Mi trozo de cielo ¡¡Buenos días, mundo!! | ES45 (1 Wo.)ES |             |

Weitere Singles
- 1996: Si tú no estas (ES: Gold)
- 1996: A fuego lento (ES: Platin)

## Auszeichnungen für Musikverkäufe
Anmerkung: Auszeichnungen in Ländern aus den Charttabellen bzw. Chartboxen sind in ebendiesen zu finden.
| Land/RegionAuszeichnungen für Musikverkäufe (Land/Region, Auszeichnungen, Verkäufe, Quellen) | Gold     | Platin       | Verkäufe  | Quellen             |
| -------------------------------------------------------------------------------------------- | -------- | ------------ | --------- | ------------------- |
| Spanien (Promusicae)                                                                         | 4× Gold4 | 21× Platin21 | 2.170.000 | elportaldemusica.es |
| Insgesamt                                                                                    | 4× Gold4 | 21× Platin21 |           |                     |